# Denbigh
Denbigh (walisisk: Dinbych) er en købstad og community i Denbighshire, Wales. Den er countiets tidligere county town, og det walisiske navn betyder "lille fæstning", der er en reference til byens borg, der blev opført efter Edvard 1.s erobring af Wales i 1282. Denbigh liggernær Clwydian Hills.
Byen havde 8.783 indbyggere i 2001, hvilket var øget til 8.986 i 2011.